# Лужники (олимпийский комплекс)

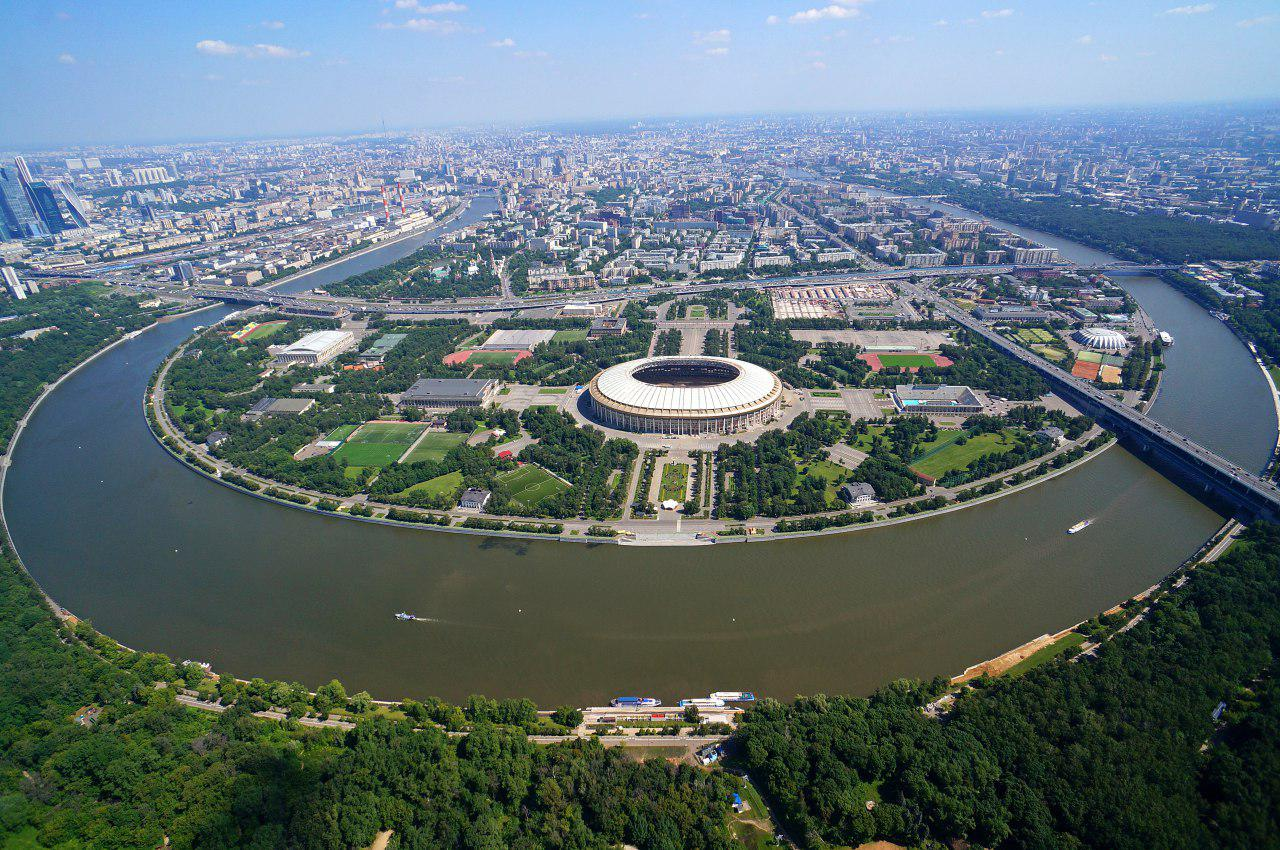
Олимпийский комплекс «Лужники»

Олимпийский комплекс «Лужники» (до 1992 года — Центральный стадион имени В. И. Ленина) — крупнейший спортивно-развлекательный комплекс в России и Европе. Расположен в Москве на левом берегу реки Москва напротив Воробьёвых гор в районе Хамовники (Центральный административный округ). На территории комплекса площадью свыше 180 га расположены разнообразные объекты, предназначенные для проведения спортивных соревнований, концертов, других мероприятий и занятия спортом. Важнейшими сооружениями являются Большая спортивная арена, Малая спортивная арена, Дворец спорта, Плавательный бассейн, УСЗ «Дружба», Спортивный городок, открытый (сезонный) бассейн.
В 1980 году спортивный комплекс принял несколько этапов Олимпиады.

## Структура комплекса
| Сооружение                                               | Характеристики | Назначение |
| -------------------------------------------------------- | --- | --- |
| Большая спортивная арена                                 | 81 000 зрительских мест | Сертифицирован ИААФ для проведения международных соревнований (до реконструкции 2013 года). Домашний стадион сборной России по футболу. Крупнейшая концертная площадка в России. Экскурсионный центр.                                              |

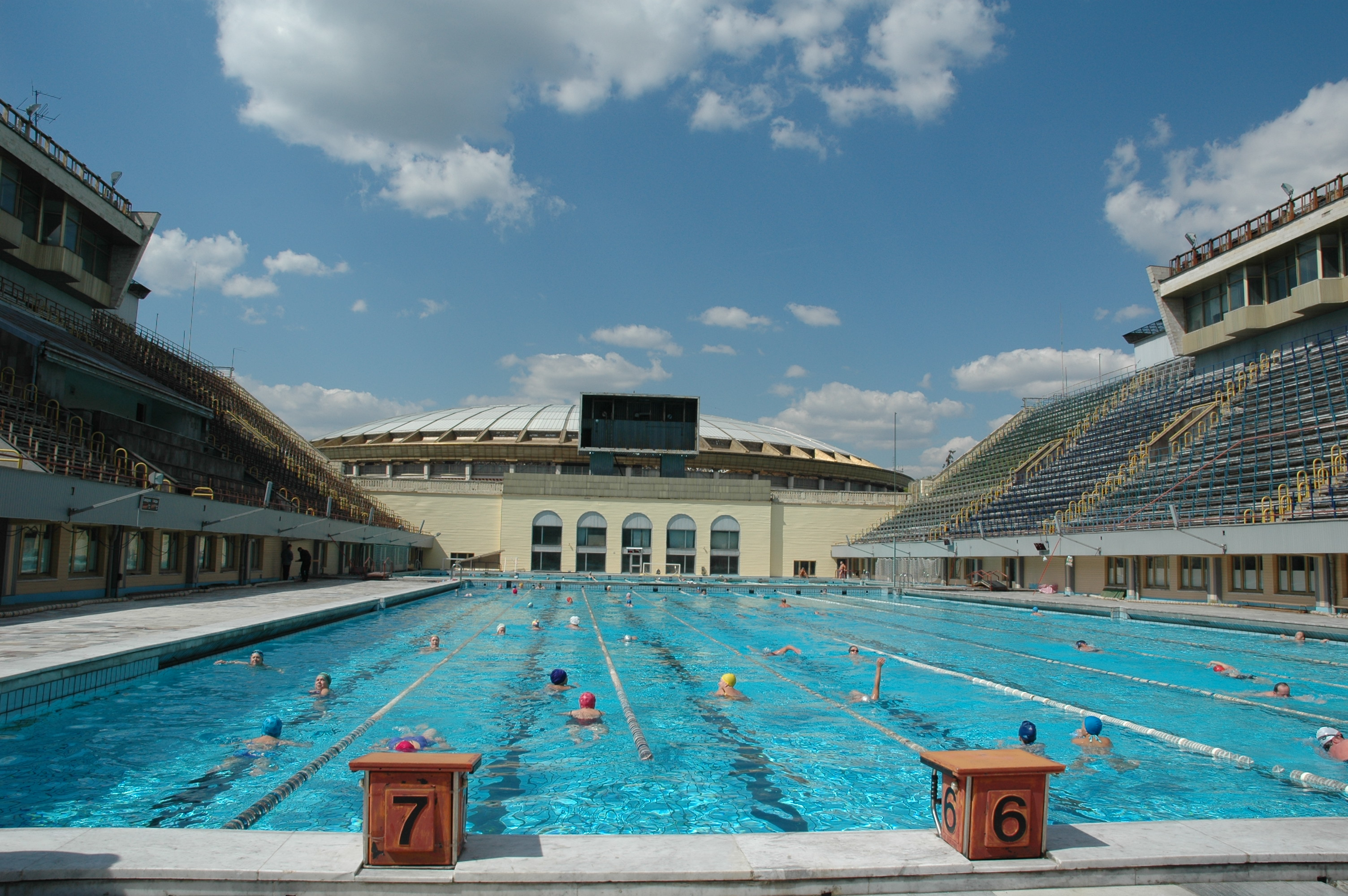
Бассейн в Лужниках (до реконструкции)

| Малая спортивная арена                                   | 8712 зрительских мест в спортивном варианте и 6700 — в концертном. 2 спортивных зала. Рядом с МСА расположены 4 футбольных поля с искусственным покрытием. 1 площадка для футбола с искусственным покрытием. Малый футбольный манеж с размером площадки 36х20м. | Концертная площадка, ледовая арена ХК и МХК «Спартак» (Москва). |
| Дворец спорта                                            | 11700 зрительских мест | Спортивная и концертная площадка. |
| Дворец водных видов спорта                               | Спортивная зона: 3 закрытые ванны (одна 50х25м. и две 25х6м.) Зона аквапарка (11 горок, волновой бассейн, «ленивая» река, открытые бассейны, соединённые с зоной джакузи и так далее). Спа-зона: сауны, бани, соляная пещера, джакузи и прочее.                 | Один из крупнейших бассейнов России. Обучение плаванию, подводному плаванию, акваэробике, гимнастический центр, боксёрский клуб, фитнес-клуб, сёрф-центр. Сопутствующая инфраструктура: салон красоты, рестораны, спортивные магазины и так далее. |
| Открытый (сезонный) бассейн                              | 1 открытая ванна 50х20м. (8 дорожек) 1 открытая ванна 20х9м. | Открытый плавательный комплекс с сопутствующей инфраструктурой (детская площадка, детская водная площадка с фонтаном, площадка для пляжного волейбола, фитнес-клуб, раздевалки, сауны, зона загара, кафе. Работает с мая по середину сентября.     |
| Теннисный центр (в стадии строительства)                 | 15 закрытых теннисных кортов. 7 открытых кортов, 4 сквош-кабины, 5 площадок для падел-тенниса, спортивные залы, фитнес-центр. | Многофункциональный спортивный центр. |
| Универсальный спортивный зал «Дружба» (в стадии ремонта) | Вместимость центрального зала в зависимости от трансформации трибун от 1700 до 3200 человек. 3 закрытых тренировочных теннисных (спортивных) зала. | Спортивная и концертная площадка. |
| Спортивный городок                                       | 1850 зрительских мест. Легкоатлетический и футбольный стадион с натуральным газоном. 12 теннисных кортов с различными покрытиями (хард, искусственная трава, грунтовое покрытие). 2 площадки для футбола с искусственным покрытием.                             | Сертифицирован ИААФ для проведения международных соревнований. Считается центром корпоративного спорта г. Москвы. |
| Южное спортивное ядро                                    | 500 зрительских мест. 8 беговых дорожек с профессиональным покрытием, сектора для легкоатлетических дисциплин. Футбольное поле с натуральным газоном 3 площадки для футбола.                                                                                    | Тренировочное поле с натуральным газоном ФК «Торпедо» (Москва). Зимой превращается в каток «Южный полюс» общей площадью 16000м2 с отдельным раздевальным павильоном.                                                                               |
| Северное спортивное ядро                                 | 650 зрительских мест. 8 беговых дорожек с профессиональным покрытием Футбольное поле с натуральным газоном 4 футбольных поля с искусственным покрытием 2 площадки для футбола с искусственным покрытием.                                                        | Комплекс футбольных полей и площадок, проводятся тренировки академии по футболу «Динамо» (Москва) имени Л. И. Яшина. |
| Центр спортивной медицины                                | Диагностика и реабилитация спортсменов. | Расположена на Большой спортивной арене. |
| Парковая территория с общедоступными площадками.         | Беговая дорожка на набережной 2700м 9 площадок для воркаута. Детские площадки. | Занятие физической культурой и спортом. |

## История
Решение о сооружении в Лужниках спортивного комплекса было принято Советом министров СССР 23 декабря 1954 года.
В январе 1955 года началось проектирование, проект был составлен за 90 дней, и в апреле 1955 года развернулось строительство. В проектировании комплекса принял участие авторский коллектив под руководством А. В. Власова, в составе И. Е. Рожина, А. Ф. Хрякова, Н. Н. Улласа, инженеров В. Н. Насонова, Н. М. Резникова, В. П. Поликарпова.
31 июля 1956 года состоялось торжественное открытие спорткомплекса, была проведена I Спартакиада народов СССР. Спорткомплекс построен в рекордно короткий срок — всего за 450 дней, в его создании участвовала вся страна. Имел производственные мастерские, цех производства специальных грунтов, базу мотомеханизации, типографию, врачебно-физкультурный диспансер, медицинские кабинеты, музей спорта, лабораторию «Спортфильм», гостиницу. Главная планировочная ось спортивного комплекса, проходящая через главный вход на его территорию и Большую спортивную арену, совпадает с осью партерной эспланады на правом, высоком берегу р. Москвы, подводящей к высотному корпусу здания МГУ, что объединяет пространственную композицию этих сооружений. Основные спортивные объекты комплекса (бассейн и Малая спортивная арена) симметричны по отношению к Большой арене. С тех пор комплекс многократно перестраивался по частям, самая крупная реконструкция была связана с подготовкой Летних Олимпийских игр 1980 года.
Первоначально комплекс назывался «Центральный стадион имени В. И. Ленина» и был государственным предприятием. Современное официальное название — Открытое акционерное общество «Олимпийский комплекс „Лужники“» — получил весной 1992 года в результате приватизации этого предприятия.
В 1992 году на территории комплекса был создан вещевой рынок, с 2003 года он был перенесён за пределы комплекса. В августе 2011 года вещевая ярмарка окончательно прекратила своё существование.
22 мая 2008 года УЕФА присвоила главному сооружению комплекса — Большой спортивной арене — статус «элитный».
В 2013 году в Лужниках началась реконструкция всей территории комплекса. Руководителем авторского коллектива проектировщиков выступил Сергей Кузнецов, главный архитектор города Москвы.
В 2013 году в Лужниках состоялся кубок Мира по регби-7 и чемпионат мира по лёгкой атлетике 2013. Чемпионат был последним крупным легкоатлетическим соревнованием на БСА «Лужники» (осенью 2013 в Лужниках был финиш Московского марафона) — после реконструкции стадион стал только футбольным.
С 1 октября 2014 года бассейн закрыт на реконструкцию (здание демонтировано). Все работы по реконструкции были завершены в 2019 году. В мае 2015 года открыт бассейн под открытым небом рядом с новым плавательным комплексом.
В 2018 году стадион «Лужники» принял семь матчей, в том числе финал чемпионата мира по футболу 2018. В том числе проведена комплексная реконструкция территории Олимпийского комплекса «Лужники».

## Важнейшие мероприятия

### Крупнейшие спортивные мероприятия
- 1956, август — I Спартакиада народов СССР (все арены).
- 1957 — III Дружественный чемпионат мира и Европы по хоккею с шайбой (Дворец спорта, Большая спортивная арена).
- 1958 — Чемпионат мира по спортивной гимнастике (Дворец спорта)
- 1959 — Чемпионат мира по баскетболу среди женщин (Дворец спорта), II Спартакиада народов СССР (все арены).
- 1960 — Чемпионат мира по мотогонкам на льду (Большая спортивная арена).
- 1961 — Чемпионат мира по современному пятиборью (Большая спортивная арена, Дворец спорта, плавательный бассейн).
- 1962 — Чемпионат мира по конькобежному спорту (мужчины) (Большая спортивная арена).
- Чемпионат мира по волейболу (мужчины и женщины) (Дворец спорта).
- 1963 — Чемпионат Европы по боксу (Дворец спорта), III Спартакиада народов СССР (все арены).
- 1965 — Чемпионат Европы по баскетболу (мужчины) (Дворец спорта), Чемпионат Европы по фигурному катанию на коньках (Дворец спорта).
- 1966 — Чемпионат мира по фехтованию (Дворец спорта).
- 1967 — IV Спартакиада народов СССР (все арены).
- 1970 — Чемпионат Европы по настольному теннису (Дворец спорта).
- 1971 — V Спартакиада народов СССР (все арены).
- 1973 — Чемпионат мира и Европы по хоккею (Дворец спорта), Всемирная Универсиада (все арены).
- 1974 — Чемпионат мира по акробатике (Дворец спорта), Чемпионат мира по современному пятиборью (Большая спортивная арена, Дворец спорта, плавательный бассейн).
- 1975 — Чемпионат мира и Европы по тяжелой атлетике (Дворец спорта). VI Спартакиада народов СССР (все арены), Чемпионат Европы по плаванию (плавательный бассейн).
- 1979 — Чемпионат мира и Европы по хоккею (Дворец спорта). VII Спартакиада народов СССР (все арены).
- 19 июля — 3 августа 1980 — Летние Олимпийские игры. Соревнования по лёгкой атлетике, волейболу, водному поло, конному спорту, дзюдо, футболу.
- 1983 — Чемпионат мира по дзюдо (Дворец спорта).
- 1984 — Чемпионат Мира по мотогонкам на льду (Большая спортивная арена), Чемпионат Европы по настольному теннису (Малая спортивная арена).
- Международные соревнования «Дружба» (Большая спортивная арена, Дворец спорта).
- 1986 — Чемпионат мира и Европы по хоккею (Дворец спорта). Игры доброй воли (все арены).
- 1990 — Чемпионат мира по бадминтону (Малая спортивная арена), Чемпионат мира по стрелковому спорту (Малая спортивная арена), Чемпионат мира по самбо (Малая спортивная арена).
- 1992 — Чемпионат Европы по самбо (Универсальный спортивный зал «Дружба»).
- 1993 — Кубок мира по ушу (Малая спортивная арена).
- 1995 — Чемпионат мира по вольной борьбе (женщины) (Универсальный спортивный зал «Дружба»), Чемпионат мира по боевым искусствам (Дворец спорта), Кубок мира по спортивным бальным танцам (Малая спортивная арена).
- 1996 — Чемпионат мира по карате (Дворец спорта).
- 1997 — Матч Россия — сборная ФИФА в честь 100-летия российского футбола (Большая спортивная арена), чемпионат Европейской хоккейной лиги (Дворец спорта), Межконтинентальный кубок по мини-футболу (Малая спортивная арена), первенство мира по кикбоксингу (Универсальный спортивный зал «Дружба»).
- 1998 — Первые Всемирные юношеские игры (все арены), открытый чемпионат России по спортивным танцам (Малая спортивная арена).
- 1999 — Финал Кубка УЕФА: «Олимпик Марсель» (Франция) — «Парма» (Италия) (Большая спортивная арена), Европейская хоккейная лига. «Финал четырёх» (Дворец спорта), 5-й Международный открытый кубок «Спартака» по спортивным танцам (Универсальный спортивный зал «Дружба»).
- 2000 — Кубок мэра Москвы по конкуру (Спортивный городок), чемпионат мира по хоккею среди молодёжных команд (Малая спортивная арена, Спортивный городок).
- 2008 — Чемпионат мира по фигурному катанию на коньках (Дворец спорта).
- 2008 — Финал Лиги чемпионов 2007/08 «Манчестер Юнайтед» (Англия) — «Челси» (Англия) (Большая спортивная арена).
- 2008 — этапы RTCC по шоссейно-кольцевым гонкам.
- 2009 — Кубок Мира по настольному теннису (УСЗ «Дружба»).
- 2010 — Кубок Мира по вольной борьбе (УСЗ «Дружба»).
- 2010 — 18 сентября Гран-При RTCC Москвы по кольцевым гонкам «Пульсар 2010».
- 2011 — 10 сентября 5-й этап RTCC Российская туринговая гоночная серия.
- 2013 — Чемпионат мира по лёгкой атлетике 2013.
- 2013 — Кубок Мира по Регби-7.
- 2018 — Чемпионат мира по футболу 2018
- 2021 — Чемпионат мира по пляжному футболу 2021

### Список важнейших торжественных и развлекательных мероприятий
- 1956, 31 июля — Праздник торжественного открытия спортивного комплекса (Большая спортивная арена)
- 1957 — Торжественное открытие VI Всемирного фестиваля молодёжи и студентов (Большая спортивная арена).
- 1980 — Торжественное открытие (19.07.1980) и закрытие (03.08.1980) XXII Летних Олимпийских игр (Большая спортивная арена)
- 1985 — Торжественное открытие XII Всемирного фестиваля молодёжи и студентов.
- 1987 — Фестиваль советско-индийской дружбы.
- 1989, 12, 13 августа — первый крупный международный рок-фестиваль в СССР Moscow Music Peace Festival (Московский музыкальный фестиваль мира) с участием Bon Jovi, Scorpions, Оззи Осборн, Skid Row, Mötley Crüe, Cinderella, «Парк Горького».
- 1989, 21 мая — 16 июня — митинги с участием Б. Ельцина, Г. Попова, А. Сахарова, Т. Гдляна[7].
- 2001 — Торжественное открытие скульптурной композиции в память об Олимпиаде 1980 года в Москве (скульптор А. Рукавишников и архитектор С. Шаров) (Большая спортивная арена).
- 2008, 22 мая — УЕФА присвоило стадиону Лужники статус элитного. Мишель Платини, Президент УЕФА, во время торжественного приёма вручил Владимиру Алёшину, Генеральному директору Олимпийского комплекса «Лужники», табличку «Элитный стадион» (Большая спортивная арена).

## Услуги комплекса
Спортивная аренда: теннисные корты (открытые и закрытые), футбольные и мини-футбольные поля, футзалы, спортивные залы для игровых видов спорта, аква-аэробика. Ресторан. VIP-Клуб. Экскурсионный центр, Туры по стадиону. Конференц-центр. Медицинский центр с научно-клиническим центром спортивной медицины. Аренда свободных помещений.

## Традиционные мероприятия и проекты
- Международный детский фестиваль танцев на льду. Проводится с 1986 года. Показательное соревнование для коллективов молодых фигуристов.
- Парк активного и семейного отдыха. Семейные спортивные мероприятия и занятия проводятся в летнее время на Престижной аллее. Все мероприятия можно посещать бесплатно.
- Фестиваль снега и льда. Традиционное зимнее мероприятие. Снежный городок, экспозиция ледовых скульптур и культурная программа для детей и жителей города.
- Эко-фестиваль в Лужниках. Благотворительный ежегодный фестиваль, направленный на повышение уровня экологической ответственности у жителей России.

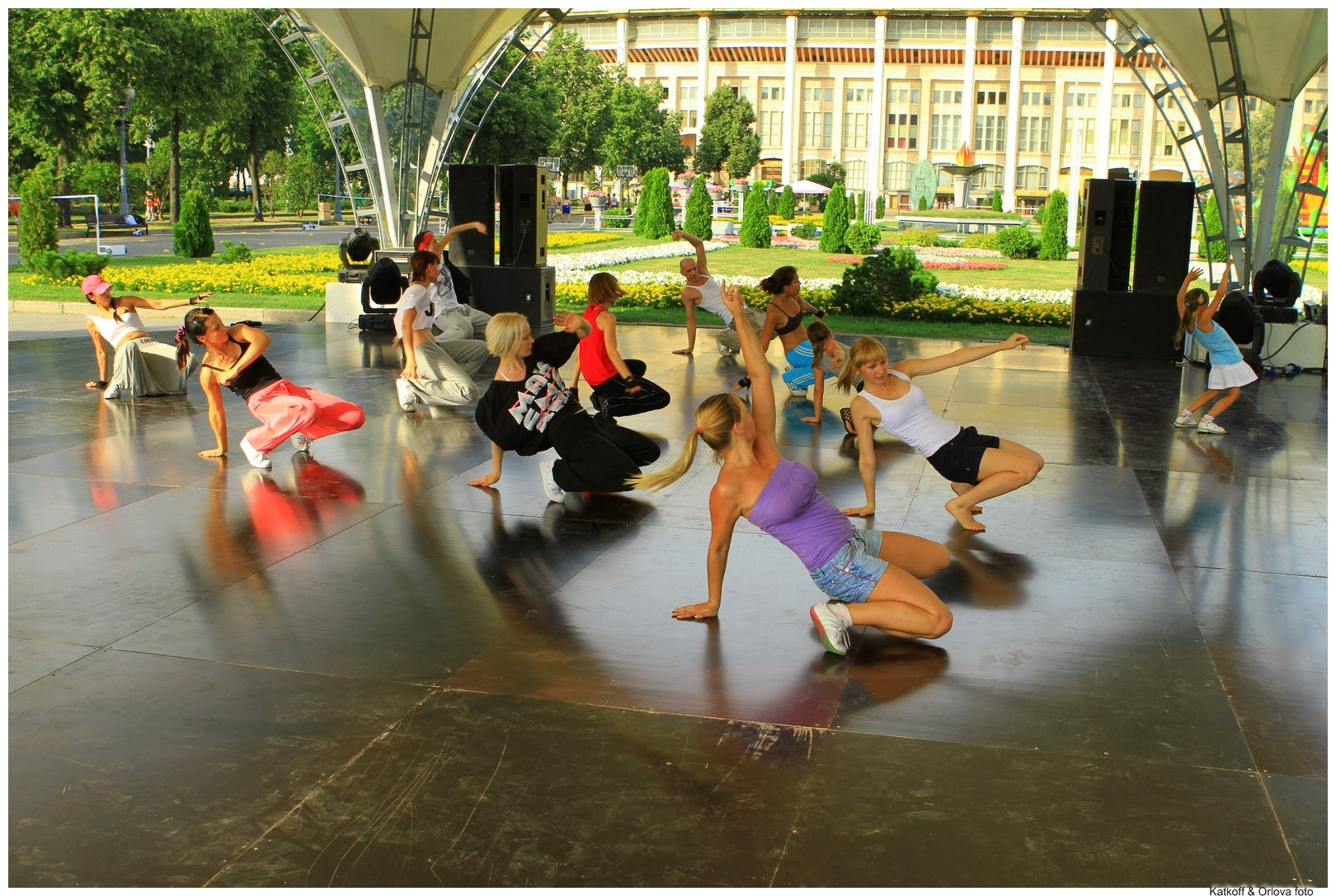
Летний отдых в Лужниках

## Музей российского спорта
Под трибуной «С» Большой спортивной арены расположен музей спорта, основанный в 1957 году к открытию VI Всемирного фестиваля молодёжи и студентов. Экспозиция музея рассказывает об истории российского спорта с конца XIX века по настоящее время. Фонды музея насчитывают около 25 000 экспонатов, самыми ценными из которых являются памятная медаль I Олимпийских игр современности (1896 год), керамическое блюдце работы Пикассо, инструмент для медитации китайских императоров. В музее также хранятся коллекции олимпийских медалей и спортивных наград, плакатов, личные вещи знаменитых спортсменов, подарки зарубежных делегаций. Большая часть экспозиции посвящена XXII Олимпийским играм 1980 года в Москве. Посещение музея является частью экскурсионной программы по Олимпийскому комплексу.

## Памятники
На территории «Лужников» находится немало памятников, отражающих историю спорткомплекса и спортивной славы СССР и РФ.

### Мемориалы и памятные знаки
В 1992 году недалеко от трибуны «В» на средства, собранные болельщиками «Спартака», установлен памятник «Погибшим на стадионах мира» (скульптор Михаил Сковородин, архитектор Георгий Луначарский), который напоминает о событиях 20 октября 1982 года, когда по окончании футбольного матча «Спартак — «Харлем» в давке на БСА, по официальным данным, погибло 66 человек.
На Престижной аллее напротив трибуны «А» Большой спортивной арены расположен монумент в форме диска, посвящённый Олимпийскому движению. Скульптор А. И. Рукавишников, архитекторы С. А. Шаров и Ю. В. Греков. Памятник открыт в июле 2001 года во время 112-й сессии МОК при личном участии его президента Хуана Антонио Самаранча.
В 2008 году на Престижной аллее установлены два памятных знака в честь крупнейших европейских футбольных турниров: памятный медальон из зелёного гранита — официального цвета состоявшегося в Лужниках в 1999 году финала Кубка УЕФА между итальянской «Пармой» и французским «Марселем», а также памятный медальон из красного гранита — официального цвета состоявшегося в Лужниках в 2008 году финала Лиги чемпионов между двумя английскими клубами «Манчестер Юнайтед» и «Челси (футбольный клуб)». В честь данного события также установлен памятный камень у входа на территорию спорткомплекса «Лужники».
Летом 2010 года в дни празднования 30-летия XXII Летних Олимпийских игр на Аллее славы установлена Чаша Олимпийского огня (Большой Олимпийский факел), некогда возвышавшаяся над Восточной трибуной Большой спортивной арены. Символ Олимпиады-80 был демонтирован со стадиона в 1996 году перед возведением крыши над зрительскими местами. С 1996 года по 2010 год её десятиметровый каркас хранился в законсервированном виде на Лужнецкой набережной, а анодированная алюминиевая облицовка — в помещениях Большой спортивной арены. Огонь в этой чаше зажигался всего пять раз — во время Олимпийских игр (1980 год), XII фестиваля молодёжи и студентов (1985 год), Игр доброй воли (1986 год), Московского международного фестиваля мира (1989 год) и на последнем концерте рок-группы «Кино» (1990 год).
Рядом с Чашей Олимпийского огня в 2010 году установлен памятник Олимпийскому Мишке (скульптор Александр Рукавишников). В том же году на Престижной аллее установлены два памятных знака — в честь Московской Олимпиады 1980 года в виде гранитного медальона с изображением Олимпийского Мишки, а также в честь 30-летия Московской Олимпиады 1980 года в виде двуглавого орла (скульптор Александр Рукавишников).

### Скульптуры

Памятник А. И. Синилкиной

На Центральной аллее Олимпийского комплекса в 1960 году установлен памятник В. И. Ленину (скл. Матвей Манизер, арх. Игорь Рожин), имя которого комплекс носил с момента открытия в 1956 году вплоть до 1992 года (Центральный стадион имени В. И. Ленина).
На Аллее выдающихся спортсменов России установлены памятники известным футболистам, заслуженным мастерам спорта СССР работы скульптора Александра Рукавишникова, выполненные в реалистичной манере:
- Николаю Старостину (1996) — одному из основателей «Спартак» Москва и нападающему сборной СССР. Знаменитый футболист на скамейке переодевается после трудного матча.
- Льву Яшину (1997) — вратарю «Динамо» Москва и сборной СССР. Лучший голкипер мира изображён идущим на стадион с мячом в руках.
- Эдуарду Стрельцову (1998) — нападающему «Торпедо» Москва и сборной СССР. Выдающийся бомбардир запечатлён ведущим мяч ногой во время футбольного матча.

На Аллее спортивной славы также установлена скульптурная композиция, посвящённая основоположникам самбо: Виктору Спиридонову, Василию Ощепкову и Анатолию Харлампиеву. Автор мемориала — народный художник России, скульптор Салават Щербаков.
Недалеко от Дворца спорта установлен памятник Анне Ильиничне Синилкиной, в течение длительного времени занимавшей должности директора Дворца спорта, председателя и почётного председателя Президиума Федерации фигурного катания на коньках СССР.
К юго-востоку от Большой спортивной арены расположен памятник альпинистам, созданный заслуженным мастером альпинизма и скульптором Евгением Абалаковым, учеником Веры Мухиной. Памятник представляет собой скульптурную группу мужчины и женщины, спускающихся по горной тропе. Вероятно, что мужская фигура является автопортретом самого скульптора.
На территории Олимпийского комплекса находятся Объект культурного наследия России федерального значения — аллегорические скульптуры «Земля» и «Вода», выполненные в 1957 году скульпторами Н. Г. Зеленской, З. Г. Ивановой, А. М. Сергеевой, архитектором И. Е. Рожиным по проекту Веры Мухиной уже после её смерти. Скульптуры установлены на Лужнецкой набережной по разные стороны Престижной аллеи. «Земля» — однофигурная скульптурная композиция, изображающая сидящую обнажённую женщину, придерживающую корзину с овощами и фруктами. Скульптура «Вода» представляет собой трехфигурную композицию с сидящим на корточках обнажённым мужчиной, удерживающего большого сома за плавник и хвост, под правой ногой мужчины сидит большой краб. Основание памятников прямоугольное, выполнено из гранитных блоков. В 2010 году проведены их ремонтно-реставрационные работы с использованием метода газодинамического напыления.

## Парки
Вся территория Олимпийского комплекса представляет собой большой садово-парковый ансамбль, состоящий из множества цветников, аллей и зелёных массивов. Этот ансамбль, напоминающий по форме подкову из-за излучины Москвы-реки, проектировался как продолжение Видовой («смотровой») площадки, сооружённой в 1948—1954 годах на Воробьёвых горах (арх. В. И. Долганов) при строительстве Главного здания МГУ. Озеленение территории главного спорткомплекса страны осуществлялось под руководством авторского коллектива (архитекторы В. И. Долганов и Ю. С. Гриневицкий, инженер С. И. Елизаров).
Престижная аллея Лужников, соединяющая Большую спортивную арену с Лужнецкой набережной, знаменита цветником «Признание вечности», который был посвящён новому тысячелетию и внесён в Книгу рекордов Гиннеса за свою уникальность: 35 000 одновременно цветущих и красивейших растений на площади 3000 квадратных метров.
В результате реконструкции «Лужников» в 2014-2017 годах, приуроченной к Чемпионату мира по футболу – 2018, парк Олимпийского комплекса был полностью реконструирован и благоустроен. Работы по обновлению территории прошли на площади 160 га. Авторами парка стали несколько крупных бюро: Wowhaus (Лужнецкая набережная), Speech (архитектура павильонов), «Цимайло, Ляшенко и партнёры» (кафе), «Студия Артемия Лебедева» (навигация), Arteza (ландшафтное проектирование). Разработкой проекта благоустройства и охранного периметра занималось творческое производственное объединение Pride.
Поскольку территория парка является природным комплексом, исторический ландшафт был сохранён. Были отреставрированы восемь фонтанов на Центральной площади — для их облицовки использовали оригинальный капустинский гранит, как на фонтанах 1956 года. При этом их оборудовали подсветкой В 2018 году был также воссоздан по историческому образцу фонтан «Каменный цветок». Ещё один фонтан — сухого типа — появился около Дворца водных видов спорта.
Работы по благоустройству прошли на аллее Славы, на Престижной аллее, на территориях Северного и Южного спортивного ядра.
В 2016 году была реконструирована Лужнецкая набережная: её пространство перераспределили в пользу пешеходов и спортсменов. Количество автомобильных полос было сокращено до двух. Вдоль воды были проложены пешеходная зона, велосипедная дорожка, полосы для бегунов и роллеров. В пространстве также было выделено несколько воркаут-площадок. Места для отдыха представлены скамейками и деревянным амфитеатром на спуске к Москве-реке.
На территории парка построены спортивные площадки: воркаут-зоны, поля для мини-футбола и футбола, теннисные корты. Оборудованы две площадки для детей. Площадка «Корабль» представлена 22 игровыми элементами, в том числе канатной дорогой, горками и качелями. Неподалёку от Аллеи Славы расположена детская спортивная площадка: здесь находятся качели, гамаки, песочница, теннисные столы, рукоходы и стена для скалолазания. Оборудование предназначено для детей от 1 года до 15 лет.
Парк Олимпийского комплекса был дополнительно озеленён: высажено более 1050 деревьев, 53 тысячи кустарников, разбито 14 тысяч квадратных метров цветников.

## Часовня

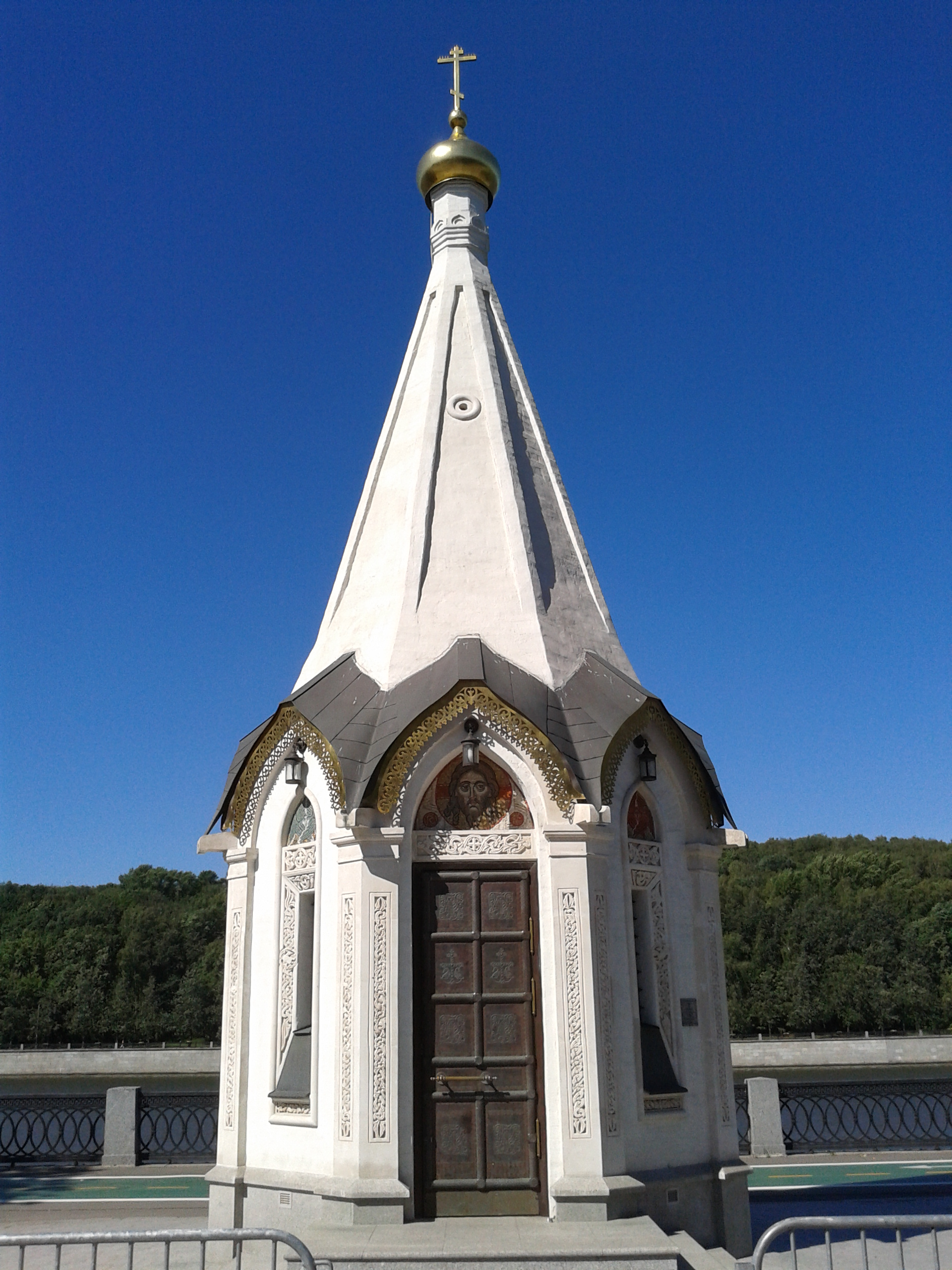
Часовня равноапостольного князя Владимира в Лужниках

В 1762 году в Малых Лужниках, на месте нынешней Большой спортивной арены, на средства прихода и сторонних вкладчиков был возведён одноглавый каменный православный храм Тихвинской иконы Божией Матери с деревянной крышей. 12 октября 1817 года Император всероссийский Александр I с супругой Елизаветой и матерью Марией Федоровной совершили в этом храме литургию, после которой начался крестный ход на Воробьёвы горы, где в тот же день был заложен Храм Христа Спасителя по первому проекту художника Витберга. В 1955 году Тихвинский храм, а также все строения между мостами Окружной железной дороги были снесены для сооружения спортивного комплекса.
В 2010 году на Лужнецкой набережной возведена православная часовня Благоверного князя Владимира. Часовня представляет собой восьмигранное здание, увенчанное шатром и главкой. Площадь часовни — 7,54 м2. Высота часовни до креста — 11,44 м.